# Låda (vapendel)

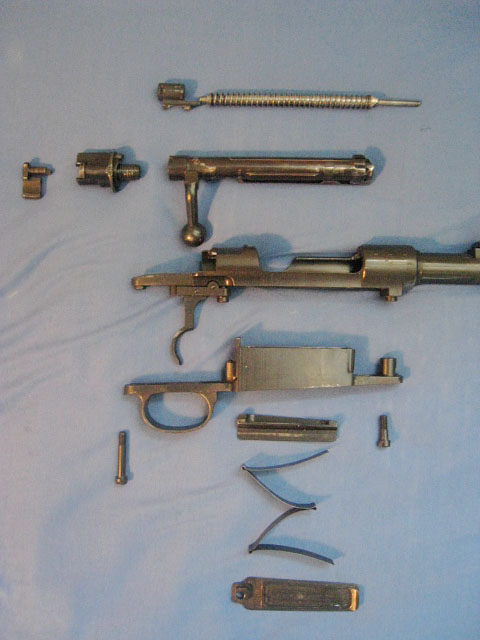
Nedmonterad låda och avfyrningsmekanism från en Karabiner 98k, ett tyskt repetergevär från andra världskriget. Uppifrån och ner är slagstift, slutstycke (nedmonterad), låda, magasinram (inklusive varbygel) och magasinet (nedmonterat).

En låda är den del av ett eldvapen som innehåller avfyrningsmekanismens huvudsakliga delar, inklusive slutstycke, slagstift, avtryckarmekanism, hane, utdragare och utstötare. På lådan monteras kolv, pipa, sikte och andra väsentliga delar. Lådan är oftast tillverkad av stål eller aluminium, och på senare tid även polymerer eller sintrade material.
Lådan i brytvapen, bland annat många typer av hagelgevär, kallas baskyl.